# 3353 Jarvis
A 3353 Jarvis (ideiglenes jelöléssel 1981 YC) egy kisbolygó a Naprendszerben. Edward L. G. Bowell fedezte fel 1981. december 20-án.